# CBGB

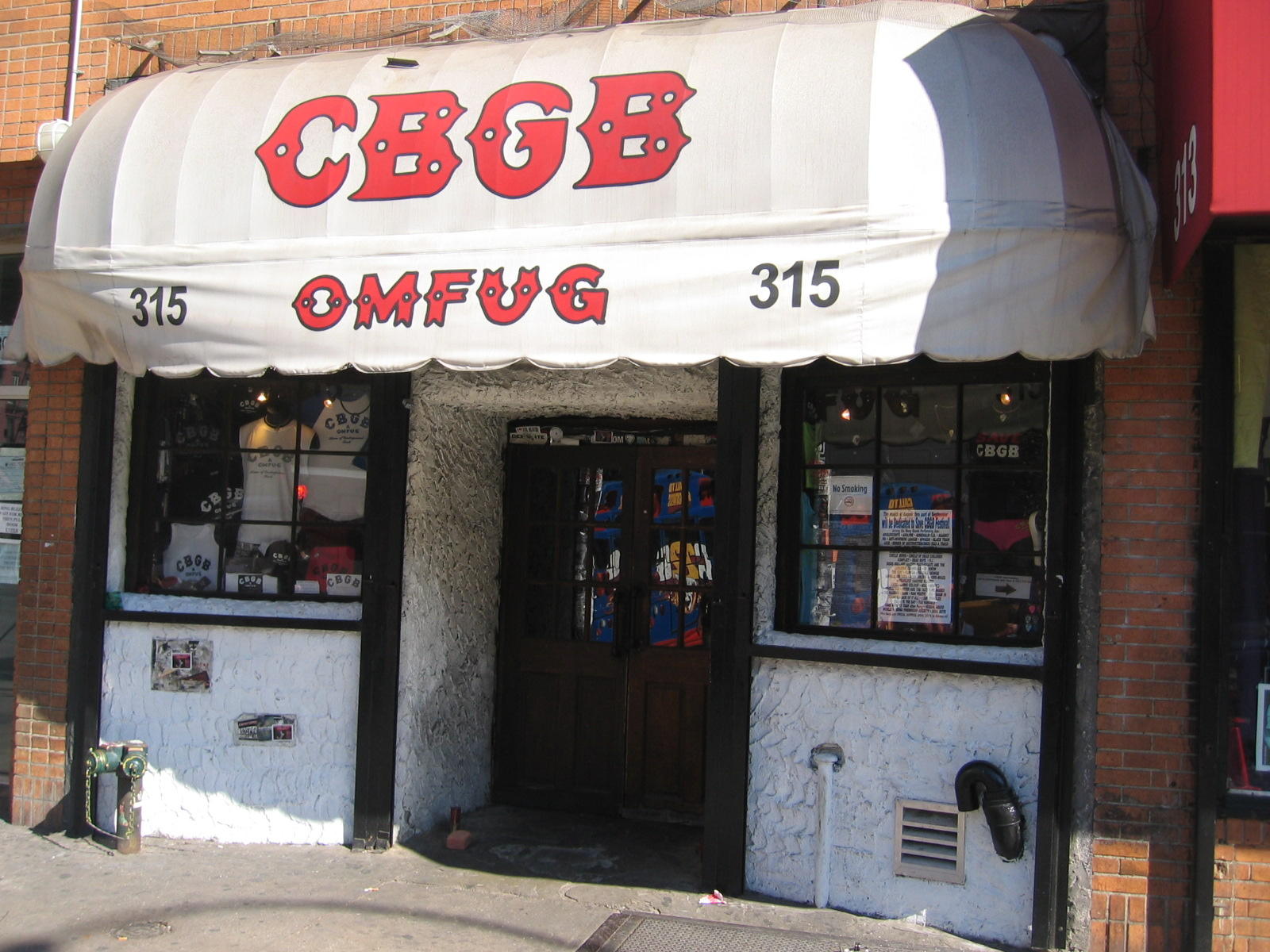
CBGB

CBGB는 미국 뉴욕 맨해튼 블리커 가 동쪽 바우어리 315번지에 있던 클럽이다. 펑크 록과 뉴 웨이브로 저명한 장소다. 이전에는 바이크바였고 그 전에는 다이브바였다. 1973년 힐리 크리스털(Hilly Kristal)이 개업하였다.
이 클럽은 2000년 경, 주민과 임대료 문제가 발생하였으며, 2006년 폐업했다.

## 약자
Country, BlueGrass, Blues(컨트리, 블루그래스, 블루스)의 약자다.

## 같이 보기
- 펑크 록
- 뉴 웨이브